# Ficus grandiflora
Ficus grandiflora är en mullbärsväxtart som beskrevs av Edred John Henry Corner. Ficus grandiflora ingår i släktet fikonsläktet, och familjen mullbärsväxter. Inga underarter finns listade i Catalogue of Life.